# 史文清
史文清（1954年10月—），蒙古族，辽宁法库人。中华人民共和国政治人物，中国共产党党员。内蒙古自治区委党校大专班毕业，陕西财经学院金融系货币银行学专业硕士、西安交通大学经济与金融学院产业经济学专业博士。

## 生平
1971年3月，16岁的史文清在吉林省哲里木盟科尔沁左翼中旗综合加工厂参加工作，先后作为工人、会计，后来出任供销社人事干事。1975年7月，他转往科尔沁左翼中旗乌兰花公社工作，担任公社党委副书记。1978年9月，他调入科尔沁左翼中旗公安局，任秘书股股长。1979年8月，他转往中共吉林省哲里木盟委办公室任调研室干事。1982年2月，史文清出任内蒙古自治区哲里木盟委办公室秘书科副科长，后来升任科长。任职期间，他自1984年10月至1986年8月在中共内蒙古自治区委党校大专班脱产学习。1987年1月，他转往共青团系统任职，出任内蒙古自治区哲里木盟团委书记。
此后，他历任内蒙古自治区监察厅人事处处长、办公室主任、内蒙古自治区人民政府调研室副主任，全国人大常委会办公厅副局级秘书、研究室副主任，中共黑龙江省哈尔滨市委副书记、常务副市长，黑龙江省人民政府省长助理，江西省人民政府副省长等职。2010年10月，出任中共赣州市委书记。2011年4月获任中共江西省委常委。2015年1月，当选江西省人大常委会副主任。2018年1月退休。2018年2月24日，当选为第十三届全国人大代表。

## 落马
从2011年起就有人对史文清的贪腐问题进行举报。2019年12月18日，一篇题为《一位副省级高官的敛金术和多面孔》的自媒体文章在互联网上掀起轩然大波。文章提及，三名来自不同地方的企业家分别对史文清进行实名举报，称其在赣州主政期间索取贿赂，包括价值2000万元的黄金以及指定账户结汇的1.32亿元现金，通过其子史家昌进行敛财和洗钱，强奸胞兄之女，包养夫人的两个亲侄女杨玉华、杨玉荣，扶持她们名下的公司进行敛财，同时与情妇育有私生子。次日，史文清对澎湃新闻做出回应，称有关文章内容为诽谤造谣，自己正在给组织写有关情况说明。
然而，时隔不到一年，2020年9月21日，中央纪委国家监委网站发布消息，史文清因涉嫌严重违纪违法，接受中共中央纪委和国家监委纪律审查和监察调查，成为继前任潘逸阳（落马时为中共内蒙古自治区党委常委、自治区政府常务副主席）之后又一名落马的赣州市委书记。
据称，史文清与时任中共江西省委书记苏荣过从亲密，曾帮助苏荣的儿子苏铁志通过承揽土地项目获利1200万元，并通过苏荣夫人于丽芳向苏荣本人输送利益，曾试图通过安远县稀土矿牟利，却遭到时任中共安远县委书记、县人大常委会主任邝光华的阻挠，苏、史二人遂对邝进行打击报复。邝光华于2013年因违纪被查、被捕，次年在一审庭审现场当庭翻供，称办案人员有刑讯逼供行为，并当庭举报时任赣州市委书记史文清，以及已经升任全国政协副主席的苏荣及其夫人于丽芳。当时，史文清称邝光华的举报为“胡说”。邝光华终审以受贿罪被判处有期徒刑十五年，苏荣也于同年落马并被判处无期徒刑，而史文清却得以在四年后“平安落地”，直到退休后两年后才被调查。
2021年3月，史文清被开除党籍。4月12日，史文清被逮捕。5月13日，宁波市人民检察院依法对史文清涉嫌受贿、非法持有枪支案向宁波市中级人民法院提起公诉。宁波市人民检察院指控：2003年至2020年5月，被告人史文清利用担任哈尔滨市委副书记、副市长，中共江西省委常委、赣州市委书记，江西省人大常委会副主任等职务上的便利，为有关单位和个人在融资贷款、国有土地使用权取得、工程承揽等方面提供帮助，直接或通过亲属收受他人财物共计折合人民币1.95亿余元。2004年，史文清将从他人处获取的枪支1支交由其亲属保管，经鉴定系制式枪支。
2022年8月16日，浙江省宁波市中级人民法院以受贿罪判处史文清死刑，缓期二年执行，剥夺政治权利终身，没收个人全部财产；同时以非法持有枪支罪判处有期徒刑一年，决定执行死刑，缓期二年执行，剥夺政治权利终身，并处没收个人全部财产。

## “千人送别史书记”事件
2015年7月9日，中共江西省委宣布，史文清不再担任赣州市委委员、常委、书记职务，时任省委书记强卫对其工作做出了高度评价，史文清本人也做出了表态，自称“赣州老表”。当晚，赣州市政府官方微博@赣州发布 转载了史文清离任的消息。同月14日，上千名赣州群众前往史文清所居住的小区为其送行，打出了送别的横幅，并送去食品和酒，据称“（史文清）眼噙热泪一饮而尽”。南方都市报对此事进行了报道，史文清因此被称为“网红书记”。赣州市有关方面表示，史文清离开较突然，并未公开通知，群众是从其在赣州居住地附近的居委会得知离开时间的，最终决定组织送别。此事引起了一定的争议，有媒体对“自发送别”的真实性提出了质疑，其中中国青年网指出：“一个居委会的覆盖面积能有多大？这里可有群众是得到消息后，坐了3个多小时的汽车赶来送别；更有群众是提前一天赶到赣州，在宾馆住了一夜，然后才在早上5点多赶到现场的。”史文清落马后，有知情人士透露，真相是史文清自己要求下属组织送别，把群众安排到地方政府招待所，花费由政府买单。